# Petinštirideseto

Partizanski roman Petinštirideseto (1979) Janeza Vipotnika se dogaja takoj po osvoboditvi Ljubljane.

## Vsebina
Boris s sodelavci pripravlja časopis, ko od komisarja dobijo nalogo, da se pripravijo na osvoboditev Ljubljane. Partizani osvobodijo Kočevje in Grosuplje. Sovražniki pobegnejo proti Ribnici. 
Ko se Boris z Milanom in Marjanom vrača iz Opatije, jim na Vrhniki povejo, da je Ljubljana osvobojena. Pri prvih hišah na Viču, jih zaobjame množica. Borisa premestijo k Mladinski organizaciji za sekretarja. Zoran ga opozori, da v miru vojaške uniforme niso več primerne in jim naroči, naj začnejo brati knjige in ustanovijo Mladinsko založbo, saj manjka literature za mladino.
Vrstnik Darko je dezertiral k belogardistom in je v partizanskem ujetništvu. Razloži jim, da je prestopil, ker ni za komunizem in da so mu partizani ubili očeta. Ponoči ujetniki pobegnejo in pri tem zadavijo Marjanovega mlajšega brata, ki jih je stražil. Marjan se želi Darku maščevati za bratovo smrt. Boris je proti, češ da bo kaznovan kot vojni zločinec.
Marjana najdejo mrtvega pri Ptuju. Boris gre takoj tja, saj je bil njegov najboljši prijatelj. Najde ljudi, ki so ga ubili, vzame puško in začne na slepo streljati, dokler vsi ne popadajo. Na koncu romana se razkrije, da je bil eden od njih Darko.
Po vojni se Boris sreča s svojo punco Živo v Ljubljani na Kongresnem trgu in izve, da dela v Agitpropu. Skupaj preživita noč. Živa mu zaupa, da jo nekdo snubi. Želi se poročiti z Borisom, on pa še ne, kar jo tako razjezi, da se nemudoma poroči s svojim snubcem. Ko se vrne s poročnega potovanja, se pobotata in dogovorita, da se bo ločila in se poročila z Borisom.

## Prevod
Delo je Neva Toplak leta 1980 prevedla v hrvaščino za zbirko Globus, prevod ima naslov 1945 [Hiljadu devetsto četrdeset peta], predgovor ji je napisala Višnja Ogrizović.(COBISS)

## Kritike
»Roman je tako naravnan, da lahko tok misli — in s tem sama pripoved — svobodno prehaja iz zgodbe v zgodbo, z osebka na drugega junaka. Vendar je imel avtor spretno roko pri strukturiranju motivov posameznih zgodb. [...] To je nezahteven roman, ki se ga da v »šunku« prebrati. Vedno nove situacije, zvočnost dialogov, preprost, pa ne banalen in dostikrat neposreden jezik, adicijska tehnika motivov in vodilni motiv dveh prijateljev.« (Nikolčič 1979: 7)
»Marsikateri mladi bralec, ki ni doživel tistega časa, bo z Vipotnikovim romanom dobil čisto novo sliko o njem, starejši pa si ne bodo mogli kaj, da ne bi z vsako stranjo pritrjevali; saj je bilo res tako.« (Grabeljšek 1979: 16)
»[Janez Vipotnik] [s]koraj izključno uporablja izmenoma opis in razgovor, kajti trdno je prepričan, da njegovi »junaki« ne bi prenesli zahtevnejših oblik, tudi ne v bolj zapletenih duševnih stanjih, zato pri njem ni npr. monologa, toka zavesti itd.« (Bohanec 1979: 15)